# Подгородненское сельское поселение (Тверская область)
Подгородненское се́льское поселе́ние — муниципальное образование в составе Торопецкого района Тверской области.
Центр поселения — деревня Подгороднее.
Образовано в 2005 году, включило в себя территории Подгородненского и Пчелинского сельских округов.

## Географические данные
- Нахождение: центральная часть Торопецкого района
  - Граничит:
    - на севере — с Пожинским СП
    - на северо-востоке — с Андреапольским районом, Хотилицкое СП
    - на востоке — с Василевским СП
    - на юго-востоке — с территорией городского поселения город Торопец
    - на юге — с Речанским СП
    - на юго-западе — со Скворцовским СП
    - на западе — с Кудрявцевским СП

Основные реки — Ока, Обжа. Много мелких озёр. Поселение пересекает автодорога «Торопец—Плоскошь».

## Экономика
Основные хозяйства: СПК «Подгородненский свинокомплекс» и колхоз «Рассвет».

## Население
| 2010  | 2011  | 2012  | 2013  | 2014  | 2015  | 2016  |
| ----- | ----- | ----- | ----- | ----- | ----- | ----- |
| 1130  | ↘1119 | ↘1064 | ↗1077 | ↘1073 | ↘1057 | ↘1034 |
| 2017  | 2018  | 2019  | 2020  | 2021  |       |       |
| ↘1013 | ↘988  | ↘976  | ↘973  | ↗995  |       |       |

## Населенные пункты
На территории поселения находятся 24 населенных пункта:
| №  | Населённый пункт | Тип     | Население |
| -- | ---------------- | ------- | --------- |
| 1  | Беденки          | деревня | 1         |
| 2  | Голостьяново     | деревня | 1         |
| 3  | Городок          | деревня | 1         |
| 4  | Дашково          | деревня | 22        |
| 5  | Дедино           | деревня | 0         |
| 6  | Дергино          | деревня | 203       |
| 7  | Дубинино         | деревня | 0         |
| 8  | Задний Брод      | деревня | 0         |
| 9  | Картошово        | деревня | 1         |
| 10 | Лужане           | деревня | 22        |
| 11 | Лужи             | деревня | 5         |
| 12 | Ляпуново         | деревня | 65        |
| 13 | Малахи           | деревня | 20        |
| 14 | Мартюхи          | деревня | 67        |
| 15 | Митрохино        | деревня | 1         |
| 16 | Нишевицы         | деревня | 66        |
| 17 | Новые Мартюхи    | деревня | 28        |
| 18 | Петраки          | деревня | 0         |
| 19 | Подгороднее      | деревня | 520       |
| 20 | Полежнево        | деревня | 0         |
| 21 | Полибино         | деревня | 1         |
| 22 | Пчелино          | деревня | 26        |
| 23 | Цветки           | деревня | 71        |
| 24 | Якшино           | деревня | 0         |

### Бывшие населенные пункты
В 1998 году исключены из учетных данных деревни Всполье и Коптино.

Ранее исчезли деревни: Борисовка, Грушенка, Елизарьево, Журавлевка, Заликовье, Коноплище, Любовец, Орлово, Поповка, Пуневка, Тершино и другие.

## История
В XIX-начале XX века территория поселения относилась к Торопецкому уезду Псковской губернии. После ликвидации губернии в 1927 году территория поселения вошла в состав Ленинградской области в образованный Торопецкий район. В 1929—1935 гг. входила в Западную область, с 1935 года — в Калининскую область. В 1944—1957 гг. относилась к Великолукской области, с 1957 опять к Калининской области. С 1990 года входит в Тверскую область.

## Достопримечательности
На территории Подгородненского сельского поселения находятся несколько памятников общероссийского культурного наследия. В селе Покровское расположена деревянная церковь Покрова XVIII века. В селе Подгороднее находится усадьба Подгороднее, нач. XIX в., в селе Якшино находится усадьба Кушелева, 2-я пол XVIII в., а также Пятницкая церковь, 1788 г.